# Burg
Burg je naselje v Občini Steindorf am Ossiacher See v Okraju Trg na Koroškem v Avstriji.